# 170700 Marygoldaross
170700 Marygoldaross è un asteroide della fascia principale. Scoperto nel 2004, presenta un'orbita caratterizzata da un semiasse maggiore pari a 2,4747273 au e da un'eccentricità di 0,1394050, inclinata di 1,38438° rispetto all'eclittica.